# اقتل الصبي
اقتل الصبي (بالإنجليزية: Kill the Boy)‏ هي الحلقة الخامسة من الموسم الخامس من المسلسل الفانتازي صراع العروش، والمُقتبس من سلسلة روايات أغنية الجليد والنار للمؤلف جورج ر. ر. مارتن، وهي الحلقة رقم 45 من المسلسل ككل. عُرضت الحلقة لأول مرة في 10 مايو 2015، على شبكة إتش بي أو المُنتجة للمسلسل، وكانت من كتابة براين كوغمان، ومن إخراج جيرمي بودسوا.

## ملخص الحلقة
تصل (برين) و(بودريك) إلى أطراف وينترفيل وتطلب المُساعدة من شخصٍ في الخان لإيصال رسالة إلى (سانسا)؛ (سانسا) بدورِها تلتقي بـ (ثيون/ريك) وترى كيفَ أنّه يخدِم (رامزي) الذي يُذلّه. في الجدار الشمالي، يريد (جون سنو) التحالف مع الهَمج فبدل أن يتحول كل الهمج إلى سائرين بيض يصعب قتلهم يتحالفوا مَعهم لإلّا يزداد الأعداء عدداً، ويقبل (جون سنو) الذهاب مع (تورمند) للتحالُف معهم. في ميرن، يستعيد (غراي وورم) وعيه، وتُقرّر (دينريس) إعادة فَتح الحُفر القتاليّة والزواج من (هيزار زوي لوراك) لتحقيق السلام مع شعب ميرين. في الطريق إلى ميرن، يعبُر (تيريون) و(جواره) مدينة فاليريا، ويرونَ التنّين يُحلّق في السماء قبل تَعرّضيهم لهدوم المُتحجّرين ويستطيعان النجاة، ولكن (جوراه) يتعرّض للمسةٍ من أحدِهم وهذا يعني أنّه سيصير مُتحجّراً هو الآخر، ولكنّه يُبقي الأمر سرّاً.

## الإنتاج
سيناريو الحلقة كان من كتابة براين كوغمان، وأُختير جيرمي بودسوا لإخراجها. كان غريغوري ميدلتون مديرًا لتصوير الحلقة، وكريسبين غرين محررًا لها، أما موسيقى الحلقة التصويرية فكانت من تلحين رامين جوادي.

## نسب المشاهدة
| الموسم | الموسم | رقم الحلقة | رقم الحلقة | رقم الحلقة | رقم الحلقة | رقم الحلقة | رقم الحلقة | رقم الحلقة | رقم الحلقة | رقم الحلقة | رقم الحلقة | المتوسط |
| الموسم | الموسم | 1          | 2          | 3          | 4          | 5          | 6          | 7          | 8          | 9          | 10         | المتوسط |
| ------ | ------ | ---------- | ---------- | ---------- | ---------- | ---------- | ---------- | ---------- | ---------- | ---------- | ---------- | ------- |
|        | 1      | 2.22       | 2.20       | 2.44       | 2.45       | 2.58       | 2.44       | 2.40       | 2.72       | 2.66       | 3.04       | 2.52    |
|        | 2      | 3.86       | 3.76       | 3.77       | 3.65       | 3.90       | 3.88       | 3.69       | 3.86       | 3.38       | 4.20       | 3.80    |
|        | 3      | 4.37       | 4.27       | 4.72       | 4.87       | 5.35       | 5.50       | 4.84       | 5.13       | 5.22       | 5.39       | 4.97    |
|        | 4      | 6.64       | 6.31       | 6.59       | 6.95       | 7.16       | 6.40       | 7.20       | 7.17       | 6.95       | 7.09       | 6.84    |
|        | 5      | 8.00       | 6.81       | 6.71       | 6.82       | 6.56       | 6.24       | 5.40       | 7.01       | 7.14       | 8.11       | 6.88    |
|        | 6      | 7.94       | 7.29       | 7.28       | 7.82       | 7.89       | 6.71       | 7.80       | 7.60       | 7.66       | 8.89       | 7.69    |
|        | 7      | 10.11      | 9.27       | 9.25       | 10.17      | 10.72      | 10.24      | 12.07      | غ/م        | غ/م        | غ/م        | 10.26   |
|        | 8      | 11.76      | 10.29      | 12.02      | 11.80      | 12.48      | 13.61      | غ/م        | غ/م        | غ/م        | غ/م        | 11.99   |

## وصلات خارجية
- اقتل الصبي على موقع IMDb (الإنجليزية)
- اقتل الصبي على موقع ميتاكريتيك (الإنجليزية)
- اقتل الصبي على موقع روتن توميتوز (الإنجليزية)
- اقتل الصبي على موقع أول موفي (الإنجليزية)